# آپیل
آپیل (به هلندی: Appel) یک منطقهٔ مسکونی در هلند است که در نی‌کرک واقع شده‌است. آپیل ۱٬۷۰۰ نفر جمعیت دارد.